# شارل ارسمان
شارل ارسمان (به فرانسوی: Charles Ehresmann) (زاده ۱۹ آوریل ۱۹۰۵- درگذشته ۲۲ سپتامبر ۱۹۷۹) ریاضیدان اهل فرانسه بود.زمینه کاری ارسمان، هندسه دیفرانسیل، توپولوژی و نظریه رده ها بوده‌است.

## زندگی و کارنامه
او که از شاگردان الی کارتان بود، نتایج نامداری در زمینه کلاف های برداری و هندسه آن‌ها به اثبات رسانده است. به راستی، مفهوم کلاف برداری نخستین بار به وسیله ارسمان معرفی شده‌است. اگرچه ریاضیدانان دیگری همچون نورمن استینرود نیز در این زمینه پیشگام بوده اند، ولی او بیشتر به ساختار دیفرانسیلی این کلافها دلبسته بود. وی همچنین با ریاضیدانان نامدار دیگری همچون گاستون ژولیا همکاری نموده است. از شاگردان وی می‌توان محمدتقی صدر را نام برد.